# Holcomb (Missouri)
Holcomb és una població dels Estats Units a l'estat de Missouri. Segons el cens del 2000 tenia 696 habitants.

## Demografia
Segons el cens del 2000, Holcomb tenia 696 habitants, 280 habitatges, i 194 famílies. La densitat de població era de 440,5 habitants per km².
Dels 280 habitatges en un 34,3% hi vivien nens de menys de 18 anys, en un 55,7% hi vivien parelles casades, en un 10% dones solteres, i en un 30,4% no eren unitats familiars. En el 26,8% dels habitatges hi vivien persones soles el 15% de les quals corresponia a persones de 65 anys o més que vivien soles. El nombre mitjà de persones vivint en cada habitatge era de 2,49 i el nombre mitjà de persones que vivien en cada família era de 2,97.
Per edats la població es repartia de la següent manera: un 27,2% tenia menys de 18 anys, un 8,3% entre 18 i 24, un 26,7% entre 25 i 44, un 21,8% de 45 a 60 i un 15,9% 65 anys o més.
L'edat mediana era de 38 anys. Per cada 100 dones de 18 o més anys hi havia 88,5 homes.
La renda mediana per habitatge era de 25.163 $ i la renda mediana per família de 29.219 $. Els homes tenien una renda mediana de 24.479 $ mentre que les dones 18.462 $. La renda per capita de la població era d'11.699 $. Entorn del 14,6% de les famílies i el 20,1% de la població estaven per davall del llindar de pobresa.

## Poblacions més properes
El següent diagrama mostra les poblacions més properes.